# Elicroca
Elicroca (łac. Dioecesis Eliocrocensis) – stolica historycznej diecezji w Hiszpanii, istniejącej w pierwszych wiekach. 
Współczesne miasto Lorca we wspólnocie autonomicznej Murcja. Obecnie katolickie biskupstwo tytularne ustanowione w 1969 przez papieża Pawła VI.

## Biskupi tytularni
| Lp. | Biskup                     | Funkcja                                   | Od                   | Do                   |
| --- | -------------------------- | ----------------------------------------- | -------------------- | -------------------- |
| 1   | Paul Clarence Schulte      | emerytowany arcybiskup Indianapolis (USA) | 3 stycznia 1970      | 17 lutego 1984       |
| 2   | Héctor Julio López Hurtado | wikariusz apostolski Ariari (Kolumbia)    | 15 grudnia 1987      | 29 października 1999 |
| 3   | Manuel Quintas             | biskup pomocniczy Faro (Portugalia)       | 30 czerwca 2000      | 22 kwietnia 2004     |
| 4   | Matthias König             | biskup pomocniczy Paderborn (Niemcy)      | 14 października 2004 |                      |